# Janův Důl
Janův Důl é uma comuna checa localizada na região de Liberec, distrito de Liberec‎.